# 67. п. н. е.

## Догађаји
- Након што пирати нападну и опљачкају главну римску луку Остију, у Риму је донесен закон Lex Gabinia којим је Помпеју на три године дата команда над свим римским снагама на Медитерану и 50 миља од обале. Помпеј користи ванредна овлашћења да би подигао флоту од 500 галија и поделио Медитеран на 13 зона − шест на западу и шест на истоку − сваку са својом флотом и адмиралом.